# Frécourt
Pour l’article homonyme, voir Frécourt (Moselle).
Frécourt est une commune française située dans le département de la Haute-Marne, en région Grand Est.
La commune possède un hameau qui se nomme Lavrigny.
Lavrigny était au Moyen Âge un village plus important qui fut détruit pendant la guerre de Cent Ans. L'actuelle chapelle de Lavrigny était église alors paroissiale et siège d'une cure à la nomination de l'évêque de Langres. Après l'abandon du village, elle devint simple succursale de Neuilly-l'Evêque.

### Localisation

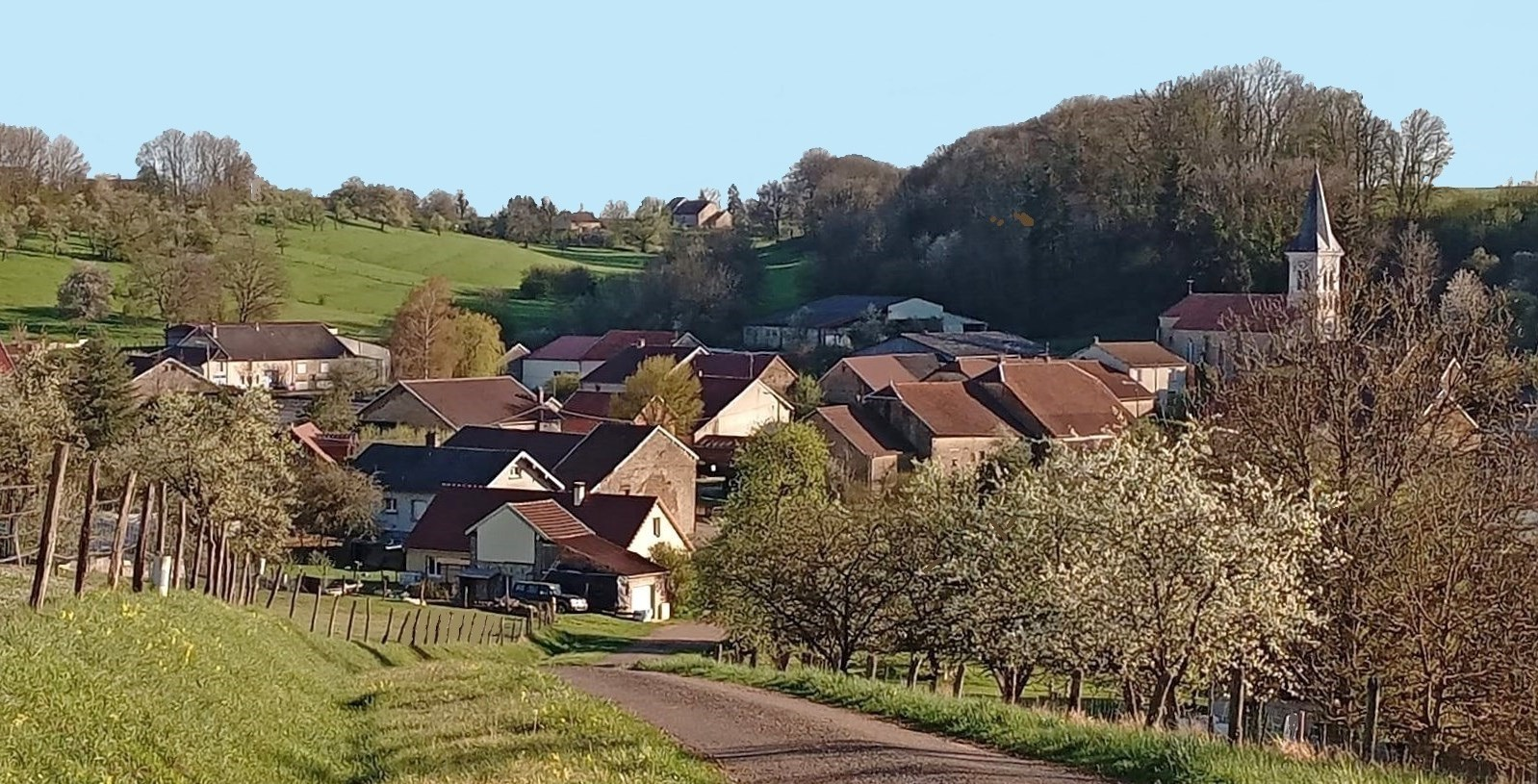
Vue générale

## Géographie

### Hydrographie
La commune est dans la région hydrographique « la Seine de sa source au confluent de l'Oise (exclu) » au sein du bassin Seine-Normandie. Elle est drainée par la Traire, le ru le Martin et le ruisseau de Vauchemoche,.
La Traire, d'une longueur de 29 km, prend sa source dans la commune  et se jette  dans la Marne à Poulangy, après avoir traversé huit communes. 

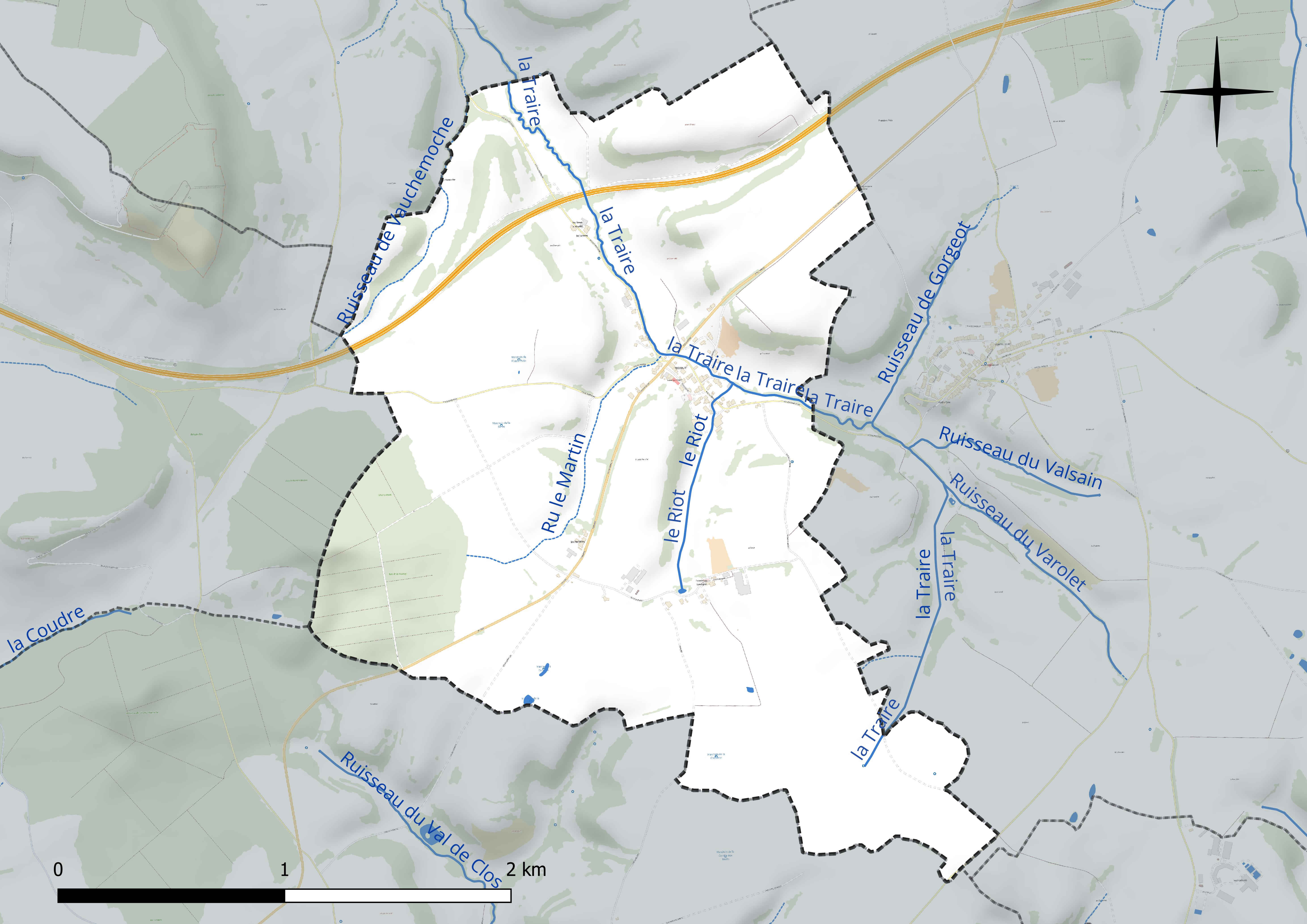
Réseau hydrographique de Frécourt.

### Climat
Pour des articles plus généraux, voir Climat du Grand Est et Climat de la Haute-Marne.
En 2010, le climat de la commune est de type climat de montagne, selon une étude du Centre national de la recherche scientifique s'appuyant sur une série de données couvrant la période 1971-2000. En 2020, Météo-France publie une typologie des climats de la France métropolitaine dans laquelle la commune est exposée à un climat océanique altéré et est dans la région climatique  Lorraine, plateau de Langres, Morvan, caractérisée par un hiver rude (1,5 °C), des vents modérés et des brouillards fréquents en automne et hiver. 
Pour la période 1971-2000, la température annuelle moyenne est de 9,5 °C, avec une amplitude thermique annuelle de 16,8 °C. Le cumul annuel moyen de précipitations est de 997 mm, avec 13,3 jours de précipitations en janvier et 9,2 jours en juillet. Pour la période 1991-2020, la température moyenne annuelle observée sur la station météorologique de Météo-France la plus proche, « Neuilly-l'Évêque », sur la commune de Neuilly-l'Évêque à 4 km à vol d'oiseau, est de 10,3 °C et le cumul annuel moyen de précipitations est de 859,2 mm. 
La température maximale relevée sur cette station est de 38,8 °C, atteinte le 25 juillet 2019 ; la température minimale est de −22,7 °C, atteinte le 20 décembre 2009,,. 
Les paramètres climatiques de la commune ont été estimés pour le milieu du siècle (2041-2070) selon différents scénarios d'émission de gaz à effet de serre à partir des nouvelles projections climatiques de référence DRIAS-2020. Ils sont consultables sur un site dédié publié par Météo-France en novembre 2022.

## Urbanisme

### Typologie
Au 1er janvier 2024, Frécourt est catégorisée commune rurale à habitat dispersé, selon la nouvelle grille communale de densité à sept niveaux définie par l'Insee en 2022.
Elle est située hors unité urbaine. Par ailleurs la commune fait partie de l'aire d'attraction de Langres, dont elle est une commune de la couronne,. Cette aire, qui regroupe 77 communes, est catégorisée dans les aires de moins de 50 000 habitants,.

### Occupation des sols
L'occupation des sols de la commune, telle qu'elle ressort de la base de données européenne d’occupation biophysique des sols Corine Land Cover (CLC), est marquée par l'importance des territoires agricoles (92,7 % en 2018), une proportion identique à celle de 1990 (92,7 %). La répartition détaillée en 2018 est la suivante : 
prairies (45,2 %), terres arables (38,1 %), zones agricoles hétérogènes (9,4 %), forêts (7,3 %). L'évolution de l’occupation des sols de la commune et de ses infrastructures peut être observée sur les différentes représentations cartographiques du territoire : la carte de Cassini (XVIIIe siècle), la carte d'état-major (1820-1866) et les cartes ou photos aériennes de l'IGN pour la période actuelle (1950 à aujourd'hui).

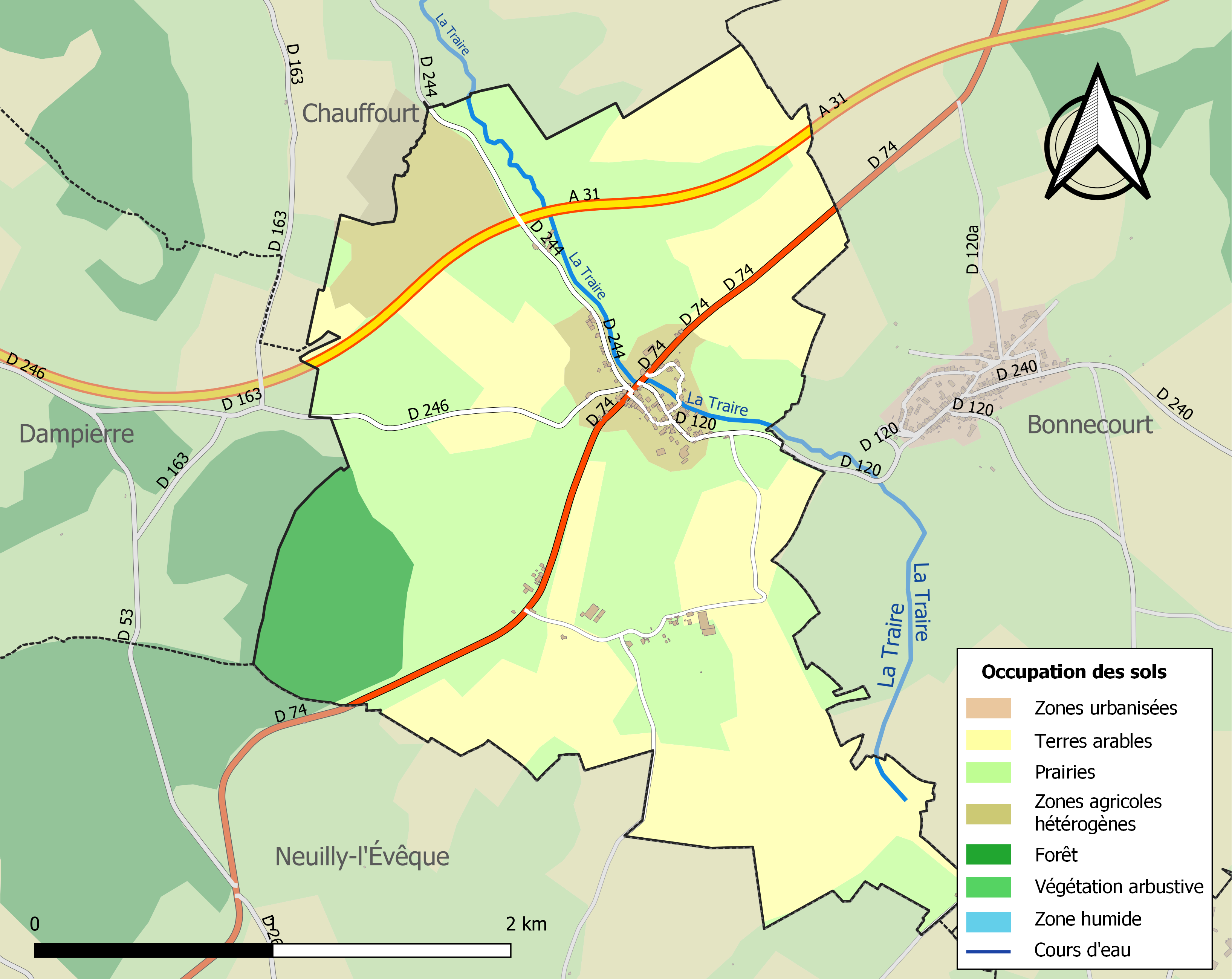
Carte des infrastructures et de l'occupation des sols de la commune en 2018 (CLC).

## Toponymie
Le nom de la localité est attesté sous les formes Frecacuria (1297) ; Frercuria (XIVe siècle) ; Freecour (1417) ; Freecourt (1436) ; Frécourt (1498).

## Histoire
Un inventaire en 1464, dressé par Guy Bernard, évêché de Langres, mentionne que Frécourt était complètement ruiné et on sait qu'en 1498, le village n'était pas encore relevé. Par ailleurs, différentes pièces d'archives témoignent l'existence de Frécourt bien avant la guerre de Cent Ans.
Vers 1140, un certain Coluns est cité comme prêtre de Frécourt.
En 1198, une carte Hilduin, doyen de Langres affranchit les habitants de Frécourt en même temps que ceux de Bannes et de Lavrigny.
En 1296, les frères de la léproserie de Saint-Gilles, au bas de Langres, rachètent pour douze sous un cens annuel de quatre deniers qu'ils devaient sur une terre de Frécourt.
Les habitants de Frécourt, comme ceux de Lavrigny étaient tenus de moudre au moulin banal de Bonnecourt.
Un pouillé de 1492, conservé à la bibliothèque nationale signale que l'église Saint Barthélémy était le siège d'une cure à la nomination de l'évêque. Comme le village n'était pas relevé de ses ruines à cette date, ce renseignement se réfère par conséquent à une époque antérieure au passage des Anglais.
Il n'y a donc aucun doute que Frécourt a existé en même temps que Lavrigny pendant plusieurs siècles.[Interprétation personnelle ?]
Le village a accueilli des réfugiés des Vosges pendant la Seconde Guerre mondiale.

## Politique et administration

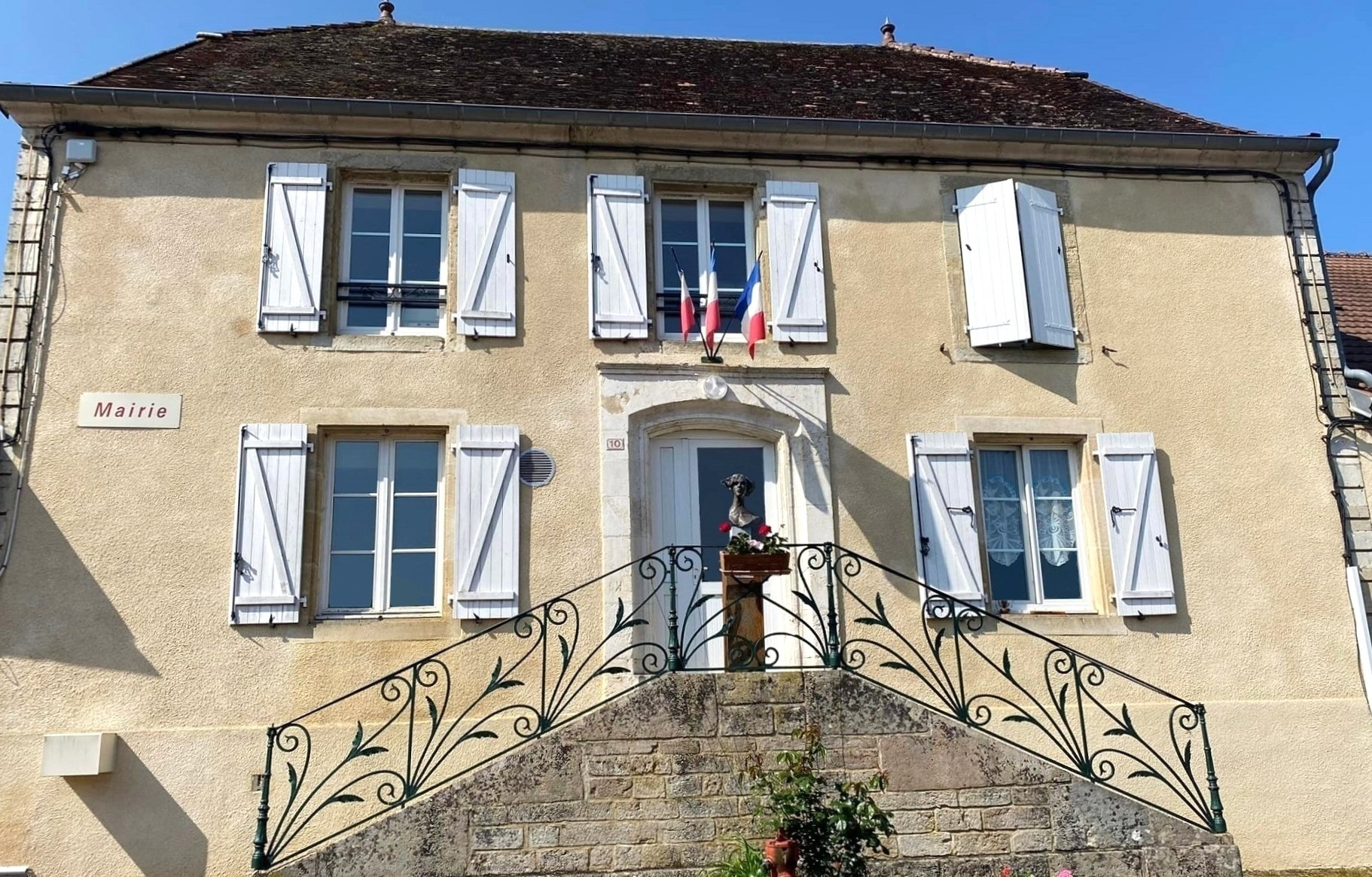
La mairie

| Période                                  | Période  | Identité            | Étiquette | Qualité |
| ---------------------------------------- | -------- | ------------------- | --------- | ------- |
| mars 2001                                |          | Daniel Crevisy      |           |         |
| mars 2014                                |          | Vincent Richardot   |           |         |
| mai 2020                                 | En cours | Dominique Delaborde |           |         |
| Les données manquantes sont à compléter. |          |                     |           |         |

## Population et société

### Démographie

#### Évolution démographique
L'évolution du nombre d'habitants est connue à travers les recensements de la population effectués dans la commune depuis 1793. Pour les communes de moins de 10 000 habitants, une enquête de recensement portant sur toute la population est réalisée tous les cinq ans, les populations de référence des années intermédiaires étant quant à elles estimées par interpolation ou extrapolation. Pour la commune, le premier recensement exhaustif entrant dans le cadre du nouveau dispositif a été réalisé en 2006.

En 2022, la commune comptait 88 habitants, en évolution de −6,38 % par rapport à 2016 (Haute-Marne : −4,62 %, France hors Mayotte : +2,11 %).
| 1793 | 1800 | 1806 | 1821 | 1831 | 1836 | 1841 | 1846 | 1851 |
| ---- | ---- | ---- | ---- | ---- | ---- | ---- | ---- | ---- |
| 200  | 246  | 248  | 248  | 336  | 332  | 309  | 318  | 328  |

| 1856 | 1861 | 1866 | 1872 | 1876 | 1881 | 1886 | 1891 | 1896 |
| ---- | ---- | ---- | ---- | ---- | ---- | ---- | ---- | ---- |
| 318  | 302  | 319  | 284  | 304  | 267  | 252  | 253  | 237  |

| 1901 | 1906 | 1911 | 1921 | 1926 | 1931 | 1936 | 1946 | 1954 |
| ---- | ---- | ---- | ---- | ---- | ---- | ---- | ---- | ---- |
| 224  | 215  | 206  | 179  | 182  | 176  | 190  | 158  | 151  |

| 1962 | 1968 | 1990 | 1999 | 2006 | 2011 | 2016 | 2021 | 2022 |
| ---- | ---- | ---- | ---- | ---- | ---- | ---- | ---- | ---- |
| 156  | 173  | 115  | 87   | 98   | 96   | 94   | 92   | 88   |

## Lieux et monuments

### Église Saint-Barthélémy

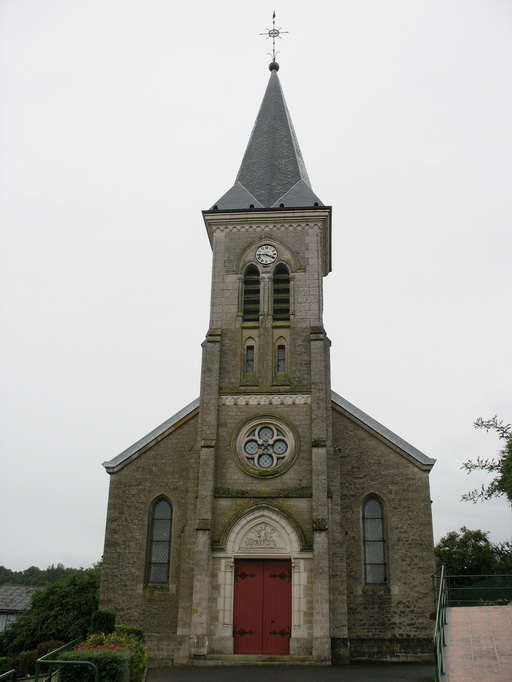
Église Saint-Barthélémy.

L'église de Frécourt était le siège d'une cure à la collation de l'évêque de Langres puis à partir de la fin du XVe siècle elle devint simple succursale de Bonnecourt jusqu'en 1856 où elle retrouva son titre curial. Des plans de l'architecte Henry-Philibert Méot datés du 29 juin 1890 puis du 16 janvier 1891 nous apprennent que l'église Saint-Barthélemy allait être reconstruite. Un plan modificatif intervint le 19 juin 1891 (chevet plat et tour-porche sans chapelles attenantes) mais on exécuta finalement le premier projet amputé des bras du transept. Deux inscriptions sur les piédroits de la porte d'entrée indiquent que l'édifice actuel fut commencé en 1893 et consacré en 1902.
La nef à trois vaisseaux de trois travées est précédée d'une tour-porche couronnée d'une flèche polygonale en ardoise. Ce dernier est encadré par deux chapelles secondaires. Les trois vaisseaux de la nef sont couverts par un toit unique. Le chœur se compose d'une travée droite et d'une abside à trois pans couverte d'une voûte d'ogives à six quartiers. La sacristie est adossée contre le mur sud du chœur. La tour du clocher, les baies, les contreforts et les chaînes sont en pierre de taille et le reste de l'édifice est en moellon.

### Chapelle de Lavrigny

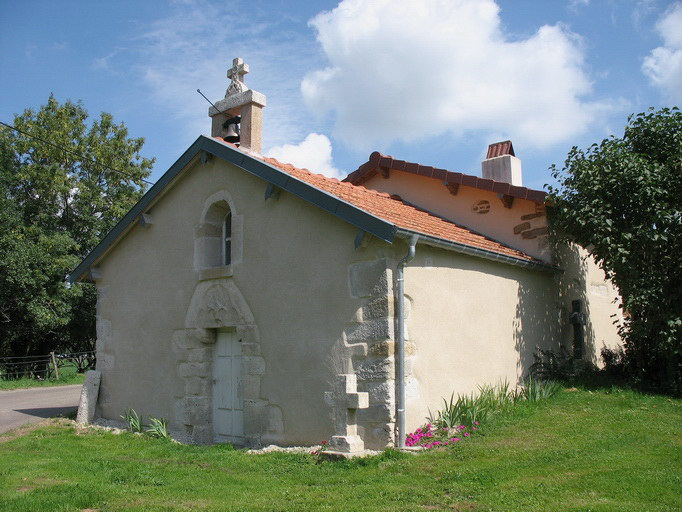
Chapelle de Lavrigny.

Le portail d'entrée date du XIIIe siècle mais est-ce la date de construction du reste de la chapelle ?
La chapelle est adossée à un bâtiment relevant d'une propriété privée. Elle est constituée d'un vaisseau unique de plan massé. Les murs extérieurs sont enduits et les chaînes d'angle apparentes sont en pierre de taille. L'intérieur est lambrissé. Un petit campanile au-dessus de la façade occidentale accueille une cloche.